# ロック・オブ・ザ・ウェスティーズ
『ロック・オブ・ザ・ウェスティーズ』（Rock of the Westies）は、1975年に発表されたエルトン・ジョンのアルバム。

## 解説
前作の五ヵ月後に発売されたアルバム。バンド・メンバーであったディー・マレイ、ナイジェル・オルソンが脱退し、メンバーを変えてのレコーディングとなった。そのためかより荒々しいサウンドのポップ・ロック・アルバムとなっている。
新メンバーのカレブ・クェイ、ロジャー・ポープは、過去にエルトンと仕事をしたことのある旧友。キーボードのジェームズ・ニュートン・ハワードはこの後も度々活動を共にすることになる。
リマスター盤発売の際、ボーナストラックが追加されたが、英国版と米国版で収録曲が異なる。

## 収録曲
作曲：エルトン・ジョン、エルトン&デイヴィー・ジョンストン (1,4)、作詞：バーニー・トーピン
サイド 1
1. メドレー（助けて！〜水曜の晩じゃないといい〜厄介女） - "Medley (Yell Help, Wednesday Night, Ugly)"
2. ダン・デア（未来のパイロット） - "Dan Dare (Pilot Of The Future)"
3. アイランド・ガール - "Island Girl"
4. 今夜は怖いぜ！（国境の町酒場） - "Grow Some Funk Of Your Own"
5. さすらいの弾丸（ロバート・フォードの拳銃） - "I Feel Like A Bullet (In The Gun Of Robert Ford)"

サイド 2
1. ストリート・キッド - "Street Kids"
2. ハード・ラック・ストーリー - "Hard Luck Story"
3. なぐさめを僕に - "Feed Me"
4. ビリー・ボーンズと白い鳥（船が沈む、食い止めろ！） - "Billy Bones And The White Bird"

### ボーナストラック (1995年 マーキュリー再発)
1976年に初の全英一位となったポップナンバー「恋のデュエット」を収録。キキ・ディーはエルトンが興したレーベル「ロケット・レコード」の最初の所属歌手である。最初からデュエット曲を作ろうという企画で、常の歌詞にあわせて曲を書く形とは違っていたらしい。
1. 恋のデュエット - "Don't Go Breaking My Heart" （with キキ・ディー）

### ボーナストラック (1996年 ロケット再発)
米国版のみ以下の2曲が収録された。
1. プレインズ - "Planes"
2. ハウス・オブ・カーズ - "House Of Cards"

## アルバム参加ミュージシャン
- エルトン・ジョン - ボーカル、ピアノ
- デイヴィー・ジョンストン - エレクトリックギター (1,4,5〜9)、スライド・ギター (3,6)、ソロ・ギター (2,5)、アコースティックギター (5)、オヴェイション・ギター (3)、バンジョー (3)、バック・ボーカル (2〜4,6〜8)
- カレブ・クェイ - エレクトリックギター (1,2,4,5〜9)、アコースティックギター (3,5)、バック・ボーカル (2〜4,6〜8)
- ジェームズ・ニュートン・ハワード - クラヴィネット (1,2)、アープ・シンセサイザー (1,3)、エルカ・シンセサイザー (1)、シンセサイザー (5,9)、ハープシコード (1)、メロトロン (3)、エレクトリックピアノ (5,7〜9)
- ロジャー・ポープ - ドラム
- ケニー・パッサレリ - ベース、バック・ボーカル (2〜4,6,7)
- レイ・クーパー - タンバリン (1,3,4〜6,9)、カウベル (1,9)、キハーダ (1)、コンガ (1,3,6〜8)、マリンバ (3)、カスタネット (4)、ベルツリー (4)、ヴィブラフォン (4,5)、シェイカー (8)、ウィンドチャイム (8)、ケトル・ドラム (9)、マラカス (9)

- バック・ボーカル
  - ラベル (Labelle) (1)
  - Ann Orson（バーニーの変名） (1〜3,6,8,9)
  - キキ・ディー (2〜4,6〜9)
  - クライヴ・フランクス (Clive Franks) (8)

## 製作
- ガス・ダッジョン - プロデューサー
- ジェフ・ガーシオ - エンジニア
- デヴィッド・ラーカム - アート・ディレクション
- テリー・オニール (Terry O'Neill) - 写真